# Plaza de toros Monumental de Valencia
La Plaza de toros Monumental de Valencia es una plaza de toros en Valencia, en el Estado Carabobo en Venezuela. Además de celebrase la Feria taurina de la Virgen del Socorro también funciona como recinto multiusos para espectáculos culturales y de ocio. Es la segunda plaza de toros donde se celebran corridas de toros más grande del mundo después de la Monumental Plaza de Toros de México.

## Descripción
La plaza de toros de Valencia cuenta con un aforo de 25 000 personas. Es la segunda plaza de toros con más aforo del mundo, sólo por detrás de la Plaza Toros de México y por delante de Las Ventas de Madrid y de la plaza de toros Playas de Tijuana. Durante la suspensión de festejos taurinos en Monumental de México (2022-2024) fue el mayor recinto con corridas de toros del mundo.
Tiene una estructura de hormigón y en su edificación se emplearon 120 toneladas de cable de tensar (equivalentes a 70 kilómetros). Excepto pórticos y vigas, todo en la Monumental está prefabricado. Cuenta con un ruedo de diámetro a 45 metros. Tras la remodelación de 1998 las localidades se distribuyen de la siguiente manera: 12 000 en gradas, 4000 en tendido de sombra, 4000 en el tendido de sol, 870 en barrera de sombra, 805 en barrera de sol, 1420 en palcos de barrera de sombra, y 1613 en palcos de barrera de sol. La grada más alta se encuentra a una altura de 25 metros. De esta época data también el paseo de los Taurinos, el Museo Taurino y el Quirófano Monumental, considerado uno de los mejor dotados del mundo en su especialidad. En el paseo de los Taurinos se encuentran las esculturas taurinas del artista falconiano Alexis Mujica, de los toreros Alí Gómez Toro "El León de Camoruco", César Girón, Adolfo Rojas, Paco Camino, y Bernardo Valencia; al igual que los banderilleros Gustavo Pedroza y Salvador "Loco" Muñoz; el aficionado Francisco Polo Castellano; el cronista taurino César Abraham Dao Colina; y el novillero Aurelio Díaz. 
En 2006 se mejoraron los accesos con la Línea 1 del Metro de Valencia en 2006.

## Historia
La construcción comenzó en 1967 siendo el arquitecto Peter K. Albers y el ingeniero Leopoldo Jahn y duró nueve meses. Fue inaugurada el día viernes 9 de febrero de 1968, con asistencia del presidente de la república Raúl Leoni, y el  Dr. Jorge Domínguez Nassar, presidente del Concejo Municipal valenciano. La corrida inaugural tuvo lugar el sábado 10 de febrero de 1968 con toros de la ganadería mexicana Puebla, de don Reyes Huerta Ortega, a los espadas Antonio Ordóñez, Diego Puerta, y el maracayero Adolfo Rojas, quien además se llevó la primera oreja como premio a la faena realizada al toro Espejito.
Durante los años siguientes recibió en su arena a importantes figuras del mundo taurino. Entre ellas destacan Antonio Ordóñez, Luis Miguel Dominguín, Antonio Bienvenida, Paco Camino, Diego Puerta, Adolfo Rojas y otros. Señalar la faena en la corrida de la Prensa que le valió la pluma de oro a Curro Girón en 1969. Entre los toros célebres señalar el indulto de Jardinero por Juan José Padilla en 2012.
En el año 1997 la Alcaldía de Valencia, al mando de Francisco Cabrera Santos, emprende un proyecto de reforma para su adecuación a un espacio multiusos para la realización de eventos culturales y de ocio de todo tipo. Los trabajos fueron llevados a cabo también por Peter K. Albers y redujeron el aforo de los 26.620 espectadores iniciales a los 24.708 actuales. En 1998, celebrando su trigésimo aniversario, la Monumental fue reinaugurada. Entre las numerosas reformas, se creó la Plaza Cruz Diez de 800 metros cuadrados como antesala al coso. También de esta fecha data el la escultura taurina Toro Monumental, del artista valenciano Wladimir Zabaleta. El conjunto se completó con trabajos de paisajismo y jardinería. La corrida de reinauguración fue presidida por Francisco Cabrera y a ésta acudieron las autoridades locales y regionales civiles y eclesiásticas. En 1998 tuvo lugar la actuación con repercusión internacional de Luciano Pavarotti acompañado por músicos de las orquestas Sinfónicas de Carabobo, Venezuela y Simón Bolívar, así como por el Coro Sinfónico de Carabobo.
como parte de su historia en esta misma plaza se le da el reconocimiento orden plaza monumental en el año 2003 al torero y matador de novillos valenciano Raul Cabrera por su gran contribución a las artes taurinas además de a ver toreado con Cesar Giron, Paco Camino y Ángel Soria
Desde su habilitación para espacio multiusos en la Monumental han actuado artistas como Juanes, Luciano Pavarotti, Carlos Vives, Simón Díaz, Soledad Bravo, Cheo Feliciano y Óscar D'León, Alejandro Fernández, Juan Luis Guerra, Gilberto Santa Rosa, Fanny Lú, Marcel Marceau, David Bisbal o Diego Torres.

## Galería

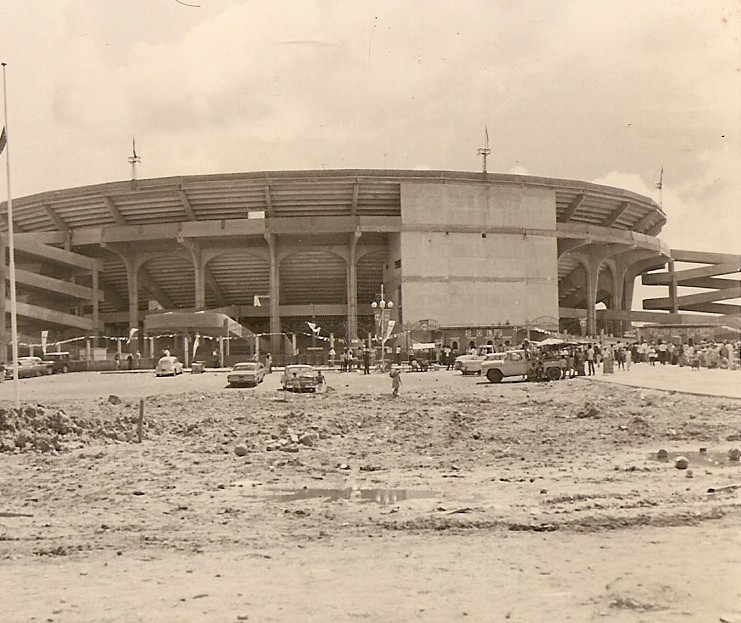
Plaza de toros Monumental de Valencia
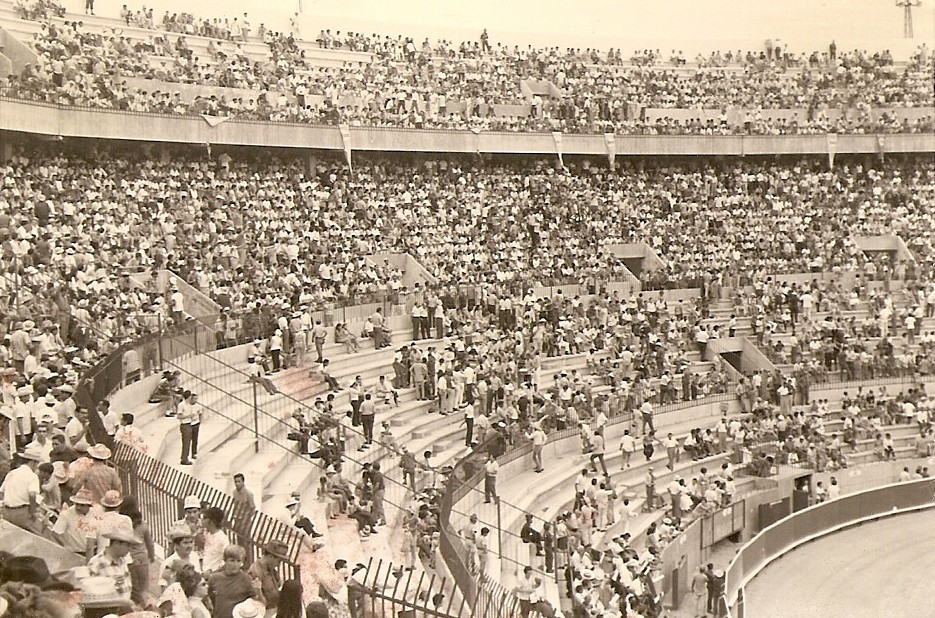
Plaza de toros Monumental de Valencia
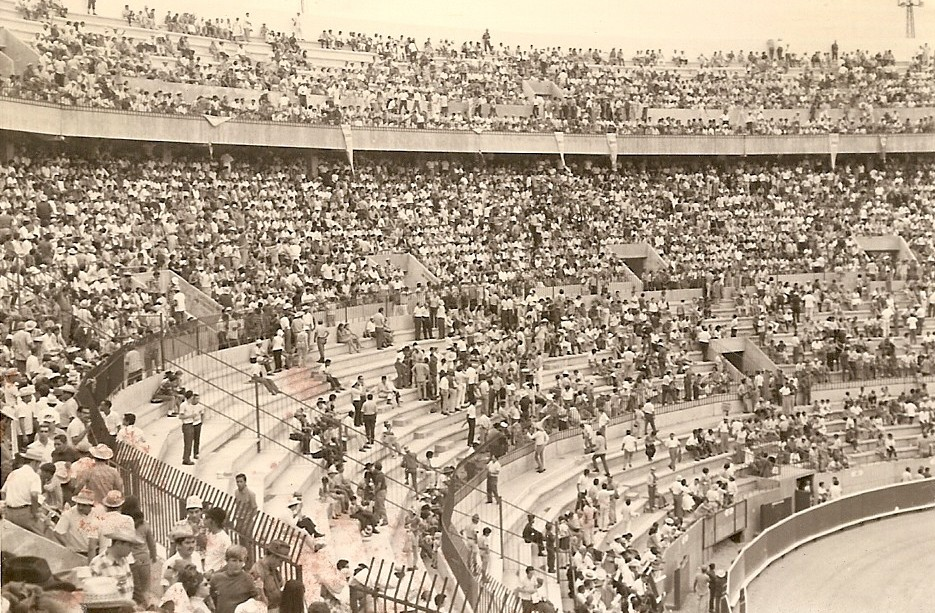
Plaza de toros Monumental de Valencia
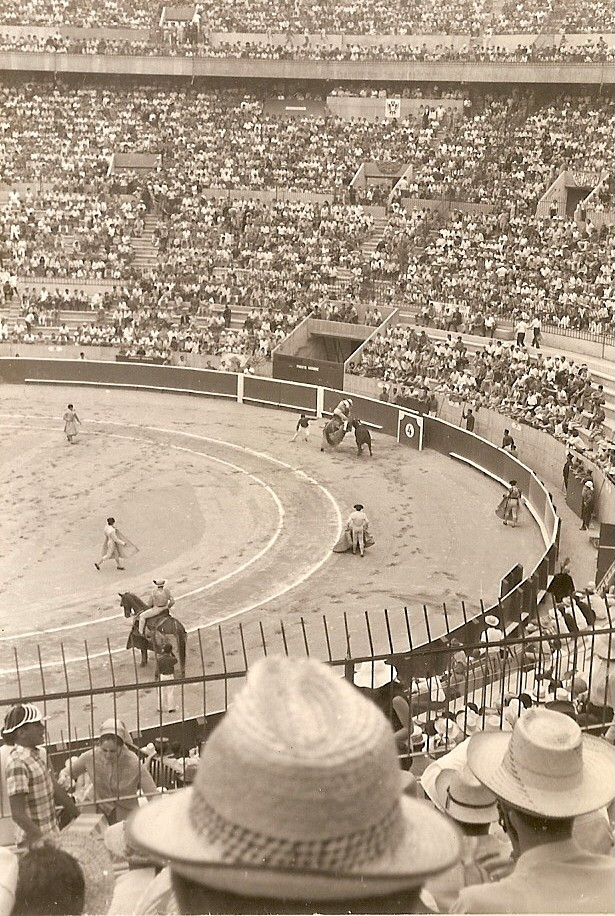
Plaza de toros Monumental de Valencia
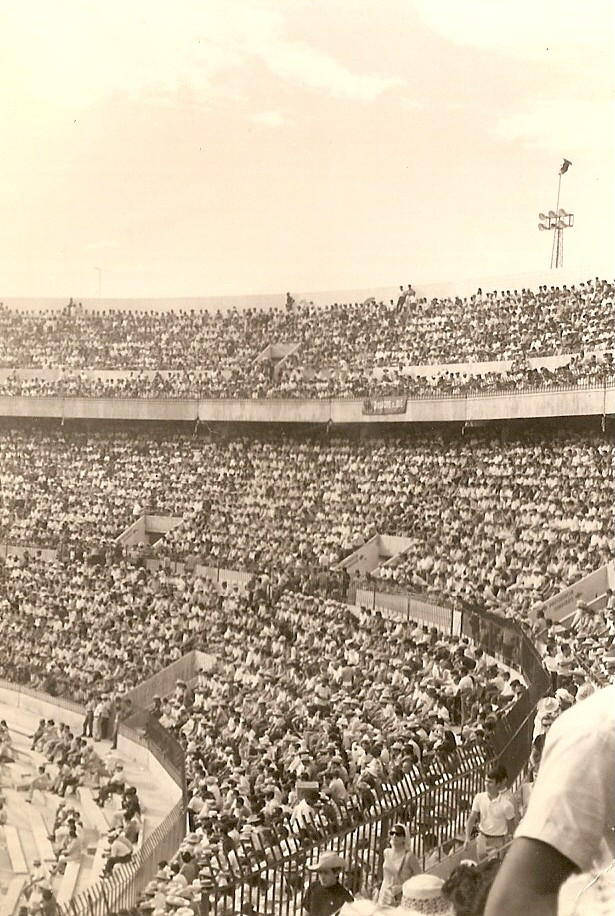
Plaza de toros Monumental de Valencia
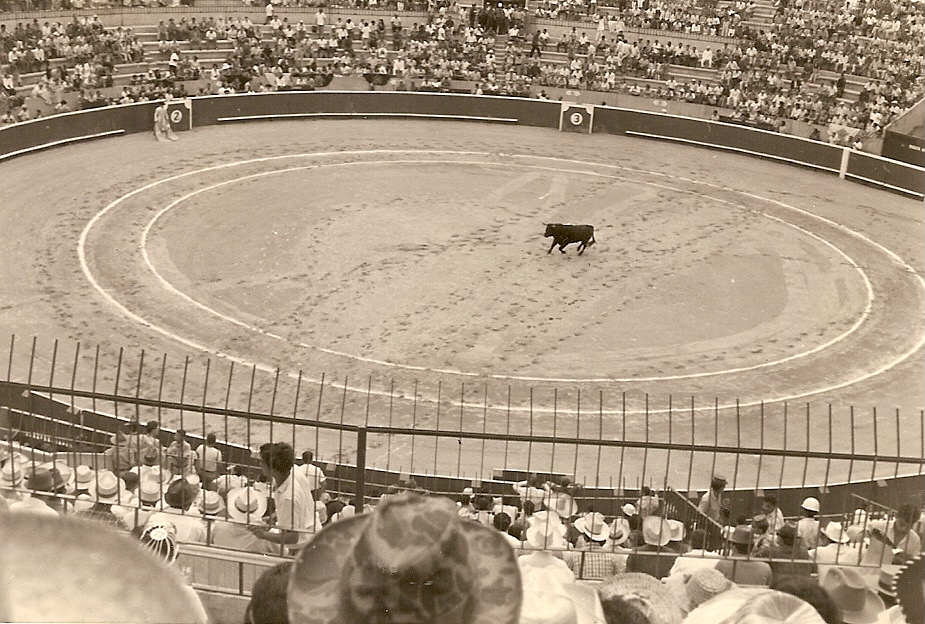
Plaza de toros Monumental de Valencia
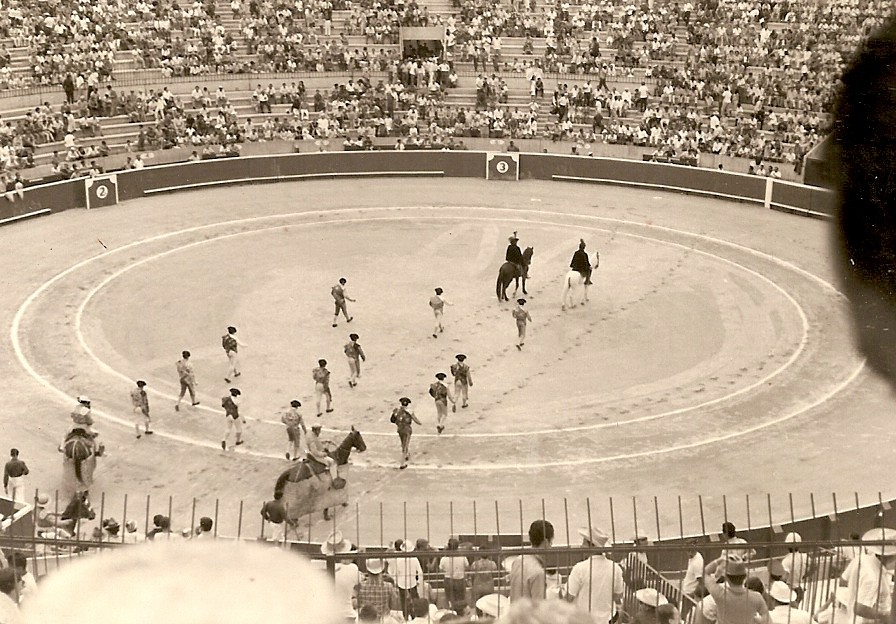
Plaza de toros Monumental de Valencia